# Ad hoc
Ad hoc [ad hok] (někdy psáno ad-hoc) je latinský obrat, znamenající doslova „k tomuto“, překládaný jako „za určitým účelem“ nebo „pro tento jednotlivý (konkrétní) případ“.

## Politika a ekonomie
V politice nebo ekonomii se mluví o ad hoc opatřeních, ad hoc dohodách, ad hoc smlouvách apod. Znamená to, že tato opatření (dohody, smlouvy) byly sjednány nebo ustanoveny pro určitý účel (většinou jeden), například z popudu nově vyvstalých skutečností a často jako provizorium. V tom se může skrývat kritický podtext, námitka např. nesystémovosti a nekonzistentnosti, účelového přizpůsobování pravidel, apod.

## Počítačové technologie
V počítačové mluvě nejčastěji označuje dočasné síťové spojení mezi dvěma rovnocennými prvky, např. dva laptopy spojené pomocí Wi-Fi bez přístupového bodu (AP). V principu pak celá síť funguje tak, že první spuštěný klient tvoří jakýsi imaginární access point, který pak řídí další komunikaci ostatních klientů. Ti však komunikují bez tohoto „hlavního“ počítače. Pokud hlavní klient vypadne, síť se na malý okamžik rozpadne, než se funkce access pointu ujme jiný klient (většinou zcela náhodně). Většinou psáno s pomlčkou jako Ad-hoc.

## Ad hoc hypotéza
Ve filozofii a vědě se jako ad hoc hypotéza označuje hypotéza, která byla vytvořenou okamžitě, speciálně účelově a zpětně pro určitý případ nebo problém k výkladu skutečností, které vyvracejí určitou teorii. Podle skeptiků tuto metodu často využívají pseudovědci, parapsychologové, nebo zastánci alternativní medicíny. Jakýkoliv důkaz nebo experiment, zpochybňující jejich teorii, vyvracejí ad hoc hypotézou, která nevychází z žádné uznané teorie nebo logiky a je často teoreticky nebo empiricky nevyvratitelná.
Zajímavým příkladem ad hoc hypotézy je přidání kosmologické konstanty Albertem Einsteinem do rovnic obecné teorie relativity. Einstein tento konstrukt přidal, aby v jeho rovnicích mohl počítat se stacionárním vesmírem. To se s Hubbleovým objevem rozpínání vesmíru ukázalo jako nepotřebné a Einstein to později označil za svůj největší omyl.